# Vůdce opozice (Spojené království)
Vůdce nejloajálnější opozice Jeho Veličenstva (anglicky Leader of His Majesty's Most Loyal Opposition), nazývaný také stínový premiér (anglicky Shadow Prime Minister) je osoba, která stojí v čele oficiální opozice vůči vládě Spojeného království a předsedá stínové vládě.

## Historie
Organizovaná opozice se v britském parlamentu poprvé objevila v 18. století, nicméně oficiální pozice vůdce opozice byla zřízena až roku 1937 zákonem o ministrech Koruny (Ministers of the Crown Act). Podle zákonné definice je vůdce opozice „člen Dolní sněmovny, který je v dané době lídrem té politické strany, která má největší početné zastoupení ve sněmovně a zároveň je opoziční k Vládě Jeho Veličenstva“. Pokud by došlo k situaci, kdy dvě opoziční strany mají shodný počet křesel, musel by vstoupit do role mediátora předseda dolní sněmovny, který rozhodne, který předseda z opozičních stran bude zastávat funkci lídra opozice.